# Ridiculous Thoughts
Ridiculous Thoughts is een nummer van de Ierse rockband The Cranberries uit 1995. Het is de vierde single van hun tweede studioalbum No Need to Argue.
Rond de tijd dat het nummer geschreven werd, zat frontvrouw Dolores O'Riordan in een hectische periode. Door hun vorige album Everyone Else Is Doing It, Why Can't We?, tevens hun debuutalbum, werden The Cranberries wereldberoemd. Dat maakte dat de bandleden Ierland moesten verlaten voor een wereldtournee. In "Ridiculous Thoughts" plaatst O'Riordan haar vraagtekens bij al deze hectiek. Het nummer werd een bescheiden hit op de Britse eilanden, in Oceanië en in Nederland. In Ierland bereikte het de 23e positie, terwijl het in Nederland op een 12e positie in de Tipparade terechtkwam.